# TRAPPIST-1c
TRAPPIST-1c (hay 2MASS J23062928-0502285 c) là một ngoại hành tinh quay quanh sao TRAPPIST-1 thuộc chòm sao Bảo Bình, cách Trái Đất khoảng 40 năm ánh sáng. Hành tinh này có khối lượng lớn nhất so với các hành tinh khác cùng hệ, và có khối lượng gấp 1,38 lần và bán kính gấp 1,06 lần so với Trái Đất. Khối lượng riêng của nó là 6,388 g/cm³, với hấp dẫn bề mặt vào khoảng 12,05 m/s2.

## Sự sống trên TRAPPIST-1c
Có thể sự bốc hơi nước đã xảy ra trước khi hành tinh này xuất hiện sự sống. Người ta ước tính rằng TRAPPIST-1b và TRAPPIST-1c bị bốc hơi với lượng nước lớn bằng tổng lượng nước của 15 đại dương trên Trái Đất.

## Hình ảnh

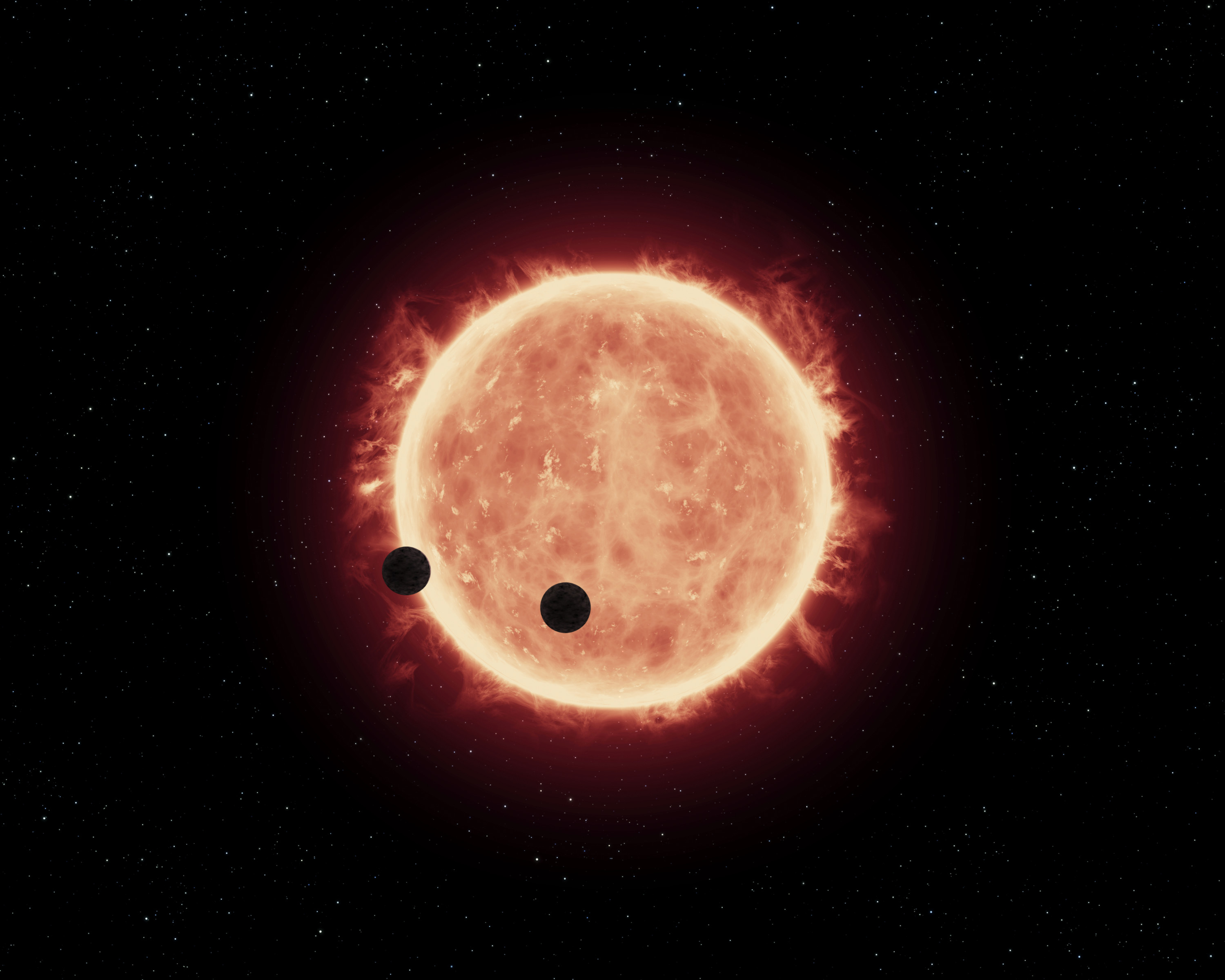
Ảnh mô phỏng các hành tinh quay quanh sao lùn siêu mát trong hệ TRAPPIST-1
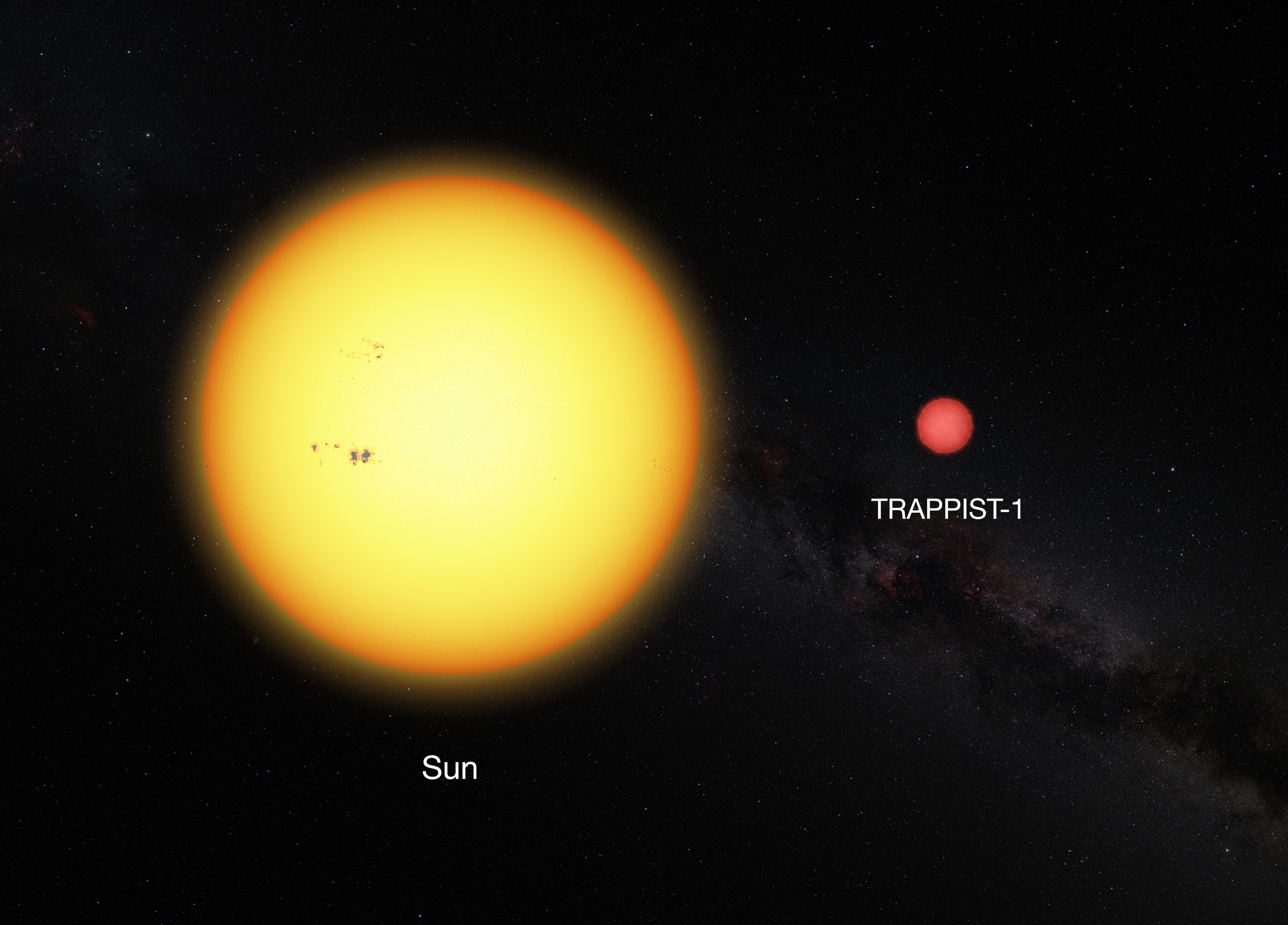
Bức ảnh này so sánh giữa Mặt Trời và sao lùn siêu mát TRAPPIST-1 cho thấy đường kính của ngôi sao này chỉ bằng 11% so với Mặt Trời và có màu đỏ hơn
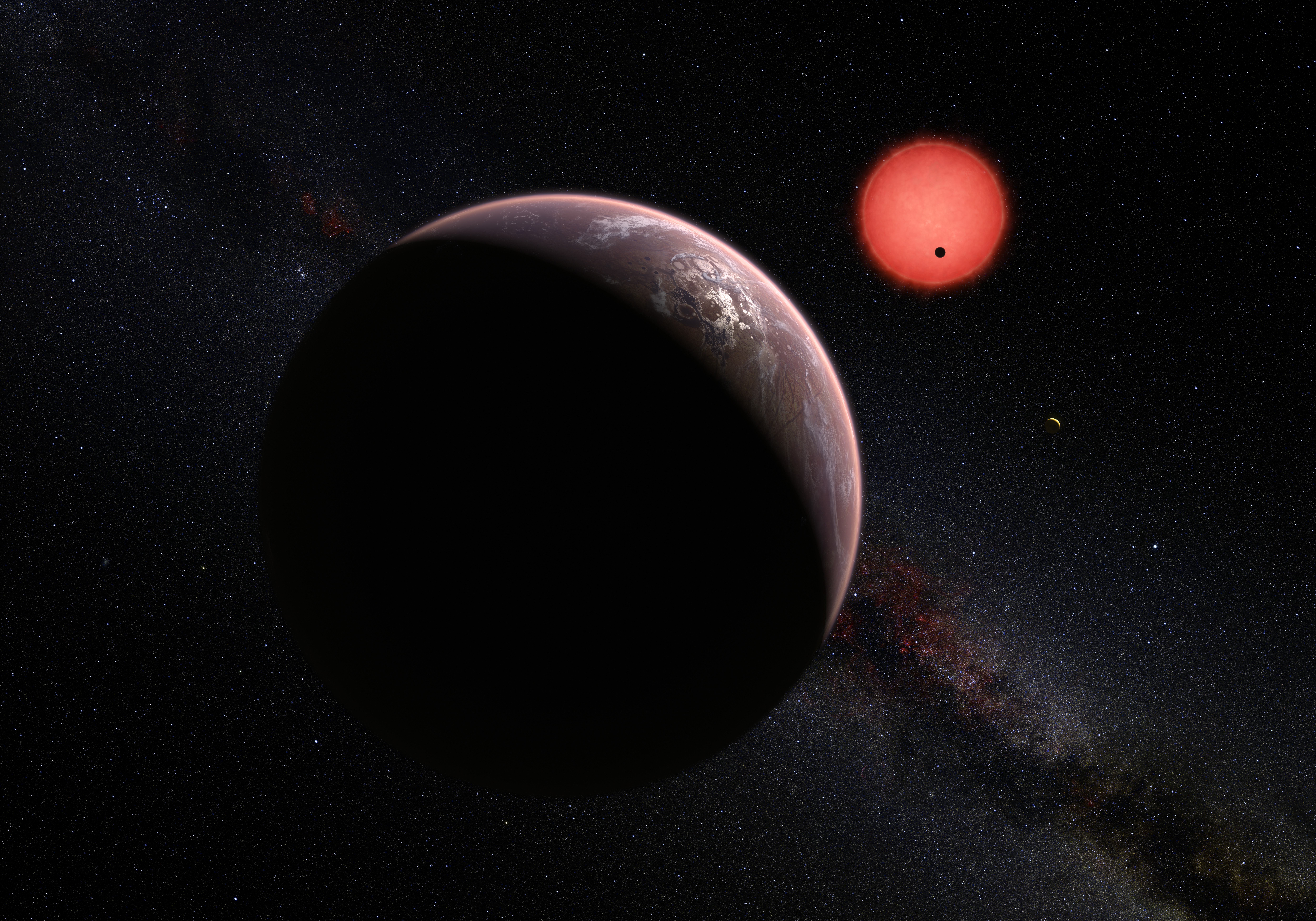
Ảnh mô phỏng ba hành tinh quay quanh một sao lùn siêu mát
- Video mô phỏng ba hành tinh quay quanh một sao lùn siêu mát cách Trái Đất 40 năm ánh sáng được phát hiện bằng kính thiên văn Trappist tại đài quan sát La Silla của ESO. Video này cho thấy những hành tinh bên trong quay quanh trong một đĩa nhỏ và mờ của ngôi sao mẹ. (4K Ultra HD Video)Video mô phỏng ba hành tinh quay quanh một sao lùn siêu mát cách Trái Đất 40 năm ánh sáng được phát hiện bằng kính thiên văn Trappist tại đài quan sát La Silla của ESO. Video này cho thấy những hành tinh bên trong quay quanh trong một đĩa nhỏ và mờ của ngôi sao mẹ. (4K Ultra HD Video)